# Ștefan Pascu
Ștefan Pascu (1914. május 14., Apahida – 1998. november 2., Kolozsvár) román történész, a Román Akadémia rendes tagja. Közéleti tevékenysége során a Román Kommunista Párt Központi Bizottságának póttagja, valamint a román parlament (Nagy Nemzetgyűlés) képviselője volt. Emlékét közterületek és intézmények is őrzik: szülőhelyén, Apahidán egy szakközépiskola, Kolozsváron pedig egy utca viseli a nevét.

## Családja és tanulmányai
Ștefan Pascu hatgyermekes középparaszti családban született. Édesapja az első világháború során, a galíciai fronton esett el, amikor Pascu még kétéves volt. Középfokú tanulmányait Kolozsváron és Szamosújváron végezte. 1938-ban diplomát szerzett román és egyetemes történelem, valamint földrajz szakon a Kolozsvári I. Ferdinánd Király Tudományegyetemen. Egyetemi tanulmányai után Ioan Lupaș professzor alkalmazta könyvtárosként a Nemzeti Történelmi Intézet könyvtárában. Lupaș ajánlására nyert el tanulmányi ösztöndíjat a Római Román Akadémiára (1939–1940), majd a Gregoriana Pápai Egyetem mellett működő paleográfiai, diplomatikai és levéltári iskolába (1940–1942). Római tanulmányai során fedezte fel Franco Sivori, II. Péter havasalföldi fejedelem titkára egyik kéziratát, amelyet Petru Cercel și Țara Românească la sfârșitul secolului al XVI-lea (Petru Cercel és Havasalföld a 16. század végén) című tanulmányával együtt 1944-ben jelentetett meg Nagyszebenben. E munkája révén szerzett doktori címet.

## Pályafutása
1943-tól Ștefan Pascu a Nemzeti Történelmi Intézet munkatársaként tevékenykedett, majd 1948-tól a kolozsvári Victor Babeș Tudományegyetem történelem karán tanított. 1945-ben csatlakozott a Román Szociáldemokrata Párthoz, 1947-ben pedig belépett a Román Munkáspártba, ahonnan 1950-ben kizárták. 1952. január 9-én együttműködési nyilatkozatot írt alá a Securitate számára; ugyanebben az évben nyáron eltávolították az egyetemről. Ezt követően 1952 és 1956 között napszámosként dolgozott a Történeti Intézetben. Constantin Daicoviciu támogatásával 1955-ben visszatérhetett az egyetemre, ahol 1961-ben professzori kinevezést kapott. 1962-ben a történelem kar dékánjává, 1968 és 1976 között pedig az egyetem rektorává nevezték ki. 1973-ban a kolozsvári Történelmi és Régészeti Intézet igazgatója lett, egy évvel később pedig a Román Akadémia rendes tagjává választották. Székfoglaló előadását 1975. január 29-én tartotta Gândirea istorică în Academia Română (1866–1918) (A történeti gondolkodás a Román Akadémián, 1866–1918) címmel. 1974 és 1990 között a Román Akadémia történettudományi osztályát vezette, 1980 és 1995 között pedig az akadémia kolozsvári fiókjának elnöke, valamint az akadémia kolozsvári könyvtárának igazgatója volt.

## Szakmai kritikái
Ștefan Pascut számos kritika érte amiatt, hogy a Ceaușescu-korszakban a román állampárt történetpolitikai céljainak egyik leghűségesebb kiszolgálója volt. Ő vezette azt a román régészekből álló kutatócsoportot, amely Doboka várát a 9. századra datálta, és Gyalu vezér központjaként értelmezte. A kutatás irányát több szakértő karrierista és nacionalista motivációkkal magyarázta. Tudományos szemléletét az 1990-es évek elejétől több román történész is bírálta. Radu Popa, Lucian Boia és Sorin Mitu nevéhez köthető az a folyamat, amely során éles kritikák érték a nemzeti-kommunista hagyományokra épülő történetírást.
Radu Popa román régész és történész több alkalommal élesen bírálta Ștefan Pascu történetírói és régészeti munkásságát. Egy 1990-ben adott interjúban Popa kifejtette, hogy a romániai történettudomány a kommunista rendszer alatt súlyosan ideologizálttá vált, és ebben Pascu professzor szerepe különösen meghatározó volt. Popa szerint számos, a román történeti kontinuitás elméletét alátámasztani hivatott régészeti „lelet” kétes eredetű vagy egyenesen hamis. Úgy vélte, hogy „erre épp, a kolozsvári Ștefan Pascu professzor ténykedése szolgáltatja a legtöbb bizonyítékot”, mivel szerinte Pascu több erdélyi településen végzett ásatásai során meghamisította a történelmet. Popa hangsúlyozta, hogy a történész feladata nem nemzeti érdekek, hanem az egyetemes történettudomány szolgálata kell legyen, és bírálta Pascut azért, mert – állítása szerint – a román nemzeti ügy érdekében elfogult kutatásokat végzett. Radu Popa 1991-ben megjelent cikkében Pascut „amatőrnek”, írásait pedig „romantikusnak” nevezte.
Kristó Gyula több alkalommal is bírálta Ștefan Pascu munkáit, különösen a történeti források értelmezésében elkövetett tévedései miatt. Kifogásolta például, hogy Pascu nyugat-magyarországi földrajzi neveket értelmezett félre, és ezekre alapozva vont le téves következtetéseket Erdély történetére nézve. Hasonló hibát követett el, amikor a Szávától délre fekvő Dubica megyére vonatkozó adatokat az erdélyi Doboka vármegyére (románul Dăbâca) vetítette át. Kristó szerint különösen félrevezető volt, hogy Pascu egyes, Pozsony megyéből származó okleveleket erdélyi helyszínekhez kapcsolt, vélhetően a helynevek hangzásbeli hasonlósága alapján. Egy másik esetben egy Pozsony megyei, Kenéz nevű nemes család tagjait román kenézekként azonosította, és ebből a román társadalom korai rétegzettségére próbált következtetni. A Siralmas ének (Carmen miserabile) című műben szereplő canesius szó értelmezését is hibásnak tartotta: Pascu ezt a román cneaz megfelelőjének tekintette, holott a szöveg más helyein a szó jelentése egyértelműen „tatár főember”. Vitatott értelmezései közé tartozik az is, hogy az 1209-ben említett Benedek erdélyi vajdát, valamint a későbbiekben szereplő Neuca és Simon nevű vajdákat román eredetű vezetőkként mutatta be, jóllehet ők a magyar király által kinevezett erdélyi vajdák voltak. Kristó bírálta azt is, hogy Pascu egy 1205-ös dokumentumban szereplő Béla nevét Bâlea–Bîlea formára módosította, és ennek alapján egy magyarországi ortodox püspökség létére következtetett. Kristó Gyula rávilágított arra is, hogy Pascu a tatárjárással kapcsolatban is torzított a forrásértelmezés során. 1241-ben Kolozsvár súlyos károkat szenvedett a tatár invázió során. Rogerius mester korabeli feljegyzésében, Carmen miserabile (Siralmas ének) című művében így ír: „egy bizonyos Clusa nevű várban a magyarok végtelen sokaságát mészárolták le” („in quodam castro quod dicitur Clusa cecidit infinita multitudo Ungarorum”). A szöveg tehát világosan fogalmaz: magyarok tömeges lemészárlásáról van szó. Ehhez képest az 1974-ben megjelent Istoria Clujului című kötetben, Ștefan Pascu változatában a részlet már így hangzik: „rengeteg embert öltek meg” („în cetatea Cluj... au fost uciși o multime de oameni”). Az Ungarorum (magyarok) szó teljesen eltűnt, helyette az általános „emberek” kifejezés szerepel. Pascu az eredeti latin szövegből csupán a helyszínt idézi: „in quodam castro quod dicitur Clusa”, és elhagyja a nemzetiségi vonatkozást. Ez a tudatos torzítás azt a célt szolgálja, hogy eltűnjön a történelmi tény: 1241-ben Kolozsváron magyar tömegek éltek. Ștefan Pascu az 1332–1337 között készült pápai tizedjegyzék alapján próbálta megbecsülni Erdély középkori lakosságát. Kristó Gyula szerint Pascu történetírói munkássága súlyos módszertani hibákkal, egyoldalú forráskezeléssel és tényszerű tévedések sorozatával terhelt. Véleménye szerint Pascu célja az volt, hogy a román történetírásban központi szerepet játszó dákoromán kontinuitáselméletet igazolja. Ezt az álláspontot Pascu világosan ki is fejtette, miszerint: „az őshonos románok mindenkor fölényes többségben voltak Erdélyben a magyarokkal és székelyekkel szemben, akik csak a 11. század végétől hatoltak be, valamint a 12. században betelepült szászokkal szemben”. Kristó értelmezése szerint Pascu munkája – saját céljaival ellentétben – valójában az elmélet kritikusai számára szolgáltat érveket, mivel következtetései módszertanilag megalapozatlanok és tartalmilag vitathatók. Kristó álláspontja szerint a Pascu által képviselt kontinuitáselmélet történeti bizonyítékai gyengék, és éppen ezek cáfolják a románság őslakos jellegét. A magyar történetírás többségi álláspontja szerint a román népesség nem tekinthető őslakosnak Erdély területén, hanem későbbi betelepülés eredményeként jelent meg. Az 1960-as években Pascu még 500 ezer főre becsülte a 14. századi erdélyi lakosság számát, amelyben a katolikusok – magyarok, székelyek és szászok együttvéve – aránya szerinte 40% volt, és 1100 katolikus templomot említett a térségben. Az 1980-as évekre viszont már 900 ezres lakossággal számolt, miközben a katolikusok arányát 35% alá csökkentette, és a templomok számát 950-re tette. Így Pascu egyes becsléseiben (20 év eltéréssel) csaknem megduplázódott a középkori népességszám, miközben a katolikus plébániák száma mintegy 14%-kal csökkent. Ez az arányeltolódás Kristó szerint nem módszertani fejlődés eredménye, hanem ideológiai célú torzítás. A magyar kutatások szerint a pápai tizedjegyzék keletkezése idején a teljes Magyar Királyság lakossága körülbelül 2 millió fő volt, így Erdély nem képviselhette ennek csaknem a felét, ahogy Pascu állította. A Pascu által sugallt 3,6 milliós országos népesség – amely ebből a becslésből következne – Kristó szerint irreális. Pascu ugyan említi, hogy magyar kutatók korábban részletesen feltárták az 1400-ig fennmaradt román nyelvi és települési nyomokat, azonban ezek etnikai vonatkozású eredményeit teljesen figyelmen kívül hagyta. A magyar kutatások szerint 1400 körül Erdély tágabb térségében a falvak mindössze 16,4%-a volt teljesen vagy részben román lakosságú. Kristó szerint teljesen valószínűtlen, hogy 1332–1337 között Kelet-Magyarország (azaz Erdély) lakosságának több mint 65%-a román lett volna. Kritikájában kiemeli, hogy Pascu módszeresen minden olyan települést ortodox lakosokkal népesített be, amely nem szerepelt a katolikus tizedjegyzékben, és figyelmen kívül hagyta a vegyes etnikumú falvak jelenlétét. A pápai tizedjegyzék alapján azonban nemcsak Erdélyre, hanem az egész Magyar Királyságra jellemző volt, hogy nem minden településen volt templom: az 1330-as években egyes régiókban tíz falura mindössze egy templom jutott, és a templom vagy plébánia hiánya nem jelentette automatikusan az ortodox vallás vagy román lakosság jelenlétét. Kristó hangsúlyozta, hogy még nyugat-magyarországi megyékben is – ahol román lakosság nem élt – a falvak 60–70%-ában nem volt templom. A történész szerint súlyos módszertani tévedés azt állítani, hogy magyar lakosság kizárólag azokon a településeken élt, ahol katolikus templom állt. Pascu ezzel szemben azt is sugallta, hogy még az ilyen falvakban is túlnyomóan román lakosság élt. Györffy György is bírálta Pascu következtetéseit, megjegyezve: „Ilyen módszerrel Lengyelország falvainak 60%-áról is azt lehetne állítani, hogy görögkeletiek laktak benne!”
Asztalos Lajos helytörténész több cikkében is felhívta a figyelmet Ștefan Pascu Istoria Clujului (Kolozsvár története) című művében előforduló csúsztatásokra és pontatlanságokra. Asztalos Lajos történész szerint Ștefan Pascu munkásságában tudatos törekvés figyelhető meg a középkori magyar helynevek románosítására, illetve az erdélyi románság történelmi kontinuitásának alátámasztására. Értelmezése szerint Pascu módszere „nem bizonyítható állításokat” igyekezett helynévfordításokkal alátámasztani, hogy „a románság erdélyi folytonosságának mítoszát” erősítse. Asztalos hangsúlyozza, hogy Pascu „tapintatosan” elhallgatta a 13–14. századi magyar oklevelekben szereplő helyneveket, és ezek 1920 utáni románosított formáit használta történeti forrásként, mintha azok eredetiek volnának. Példaként említ olyan Kolozs megyei településeket, amelyek korabeli magyar elnevezéseit Pascu következetesen román formákra cserélte.
Constantin Iordachi és Trencsényi Balázs értékelése szerint Pascu nemcsak alkalmazkodott a korszak ideológiai elvárásaihoz, hanem aktívan hozzájárult a történeti narratívák nemzeti és politikai célú újraértelmezéséhez is. Míg egyes kortársai – például David Prodan – igyekeztek megőrizni a tudományos megközelítést, Pascu tevékenysége gyakran túllépte a szakmai határokat. Egyik legismertebb példája ennek, hogy a pártvezetés ösztönzésére Horea és Cloșca 1784-es parasztfelkelését a francia forradalommal egyenrangú eseményként értelmezte, amely jelentős visszhangot váltott ki, és a korszak protokronizmus-vitáinak egyik központi mozzanata lett.

## Művei

### Önálló kötetek
- Istoria Transilvaniei (Erdély története, 1944)
- Petru Cercel și Țara Românească (Petru Cercel és Havasalföld, 1944)
- Răscoalele țărănești în Transilvania (Parasztfelkelések Erdélyben, 1947)
- Meșteșugurile din Transilvania până în sec. XVI (Erdélyi kézműipar a 16. századig, 1954)
- Bobâlna (Bobâlna – történelmi tanulmány a felkelésről, 1957)
- Războiul țăranilor din 1784 sub conducerea lui Horea, Cloșca și Crișan (Az 1784-es parasztfelkelés Horea, Cloșca és Crișan vezetésével, 1957)
- Rolul cnezilor din Transilvania în lupta antiotomană a lui Iancu de Hunedoara (Az erdélyi kenézek szerepe Hunyadi János törökellenes harcaiban, 1957)
- Războiul țărănesc din anul 1514 de sub conducerea lui Gheorghe Doja (Az 1514-es parasztháború Dózsa György vezetésével, 1959)
- Formarea națiunii române (A román nemzet kialakulása, 1967)
- Pietre de temelie din trecut pentru vremurile de astăzi (Alapkövek a múltból a jelen számára, 1967)
- Marea Adunare de la Alba Iulia (A gyulafehérvári nagy nemzetgyűlés, 1968)
- Histoire de la Roumanie: de ses origines à nos jours (Románia története a kezdetektől napjainkig – társszerzőként, 1970)
- Voievodatul Transilvaniei (Az erdélyi vajdaság, 4 kötet, 1971–1989)
- Avram Iancu. Erou și martir (Avram Iancu – hős és mártír, 1972)
- Mihai Viteazul. Unirea și centralizarea Țărilor Române (Mihály vajda – A román fejedelemségek egyesítése és központosítása, 1973)
- Gânduri și fapte în Academia Română 1866–1918 (Gondolatok és tettek a Román Akadémiában, 1866–1918, 1978)
- A History of Transylvania (Erdély története – angol nyelven, 1982)
- Ce este Transilvania? (Mi is az Erdély?, 1983)
- Făurirea statului național unitar român (Az egységes román nemzetállam kialakítása, 2 kötet, 1983–1984)
- Izvoarele răscoalei lui Horea (A Horea-féle felkelés forrásai, 4 kötet, 1982–1984)
- Revoluția lui Horea (Horea forradalma, 1984)
- The Making of the Romanian Unitary National State (Az egységes román nemzetállam kialakulása – angol nyelven, 1988)
- Istoricul Academiei Române. 125 de ani de la înființare (A Román Akadémia története – 125 év a megalapítástól, 1992)

### Társszerzőként
- Documente privind istoria României, sec. XI–XIV (Dokumentumok Románia történetéhez, 11–14. század, 6 kötet, 1951–1955)
- Din Istoria Transilvaniei (Erdély történetéből, 1961)
- Istoria României. Compendiu (Románia története – összefoglalás, 1969)
- Bibliografia istorică a României (Románia történeti bibliográfiája, 6 kötet, 1979–1984)
- Populație și societate (Népesség és társadalom, 3 kötet, 1972–1980)
- George Bariț și contemporanii săi (George Bariț és kortársai, 8 kötet, 1973–1989)
- Documenta Romaniae Historica, vol. 10 (1351–1355) (A Románia történeti dokumentumai – 1351–1355, 1977)
- Istoria Clujului (Kolozsvár története, 1974)
- 1850. Clujul istorico-artistic (1850 – Kolozsvár művészeti és történeti szemszögből, 1974)
- Monumente istorice de artă religioasă din Arhiepiscopia Vadului, Feleacului și Clujului (Vallásos műemlékek a vad–feleki–kolozsvári érsekség területén, 1982)
- Atlas istoric (Történelmi atlasz, 1971)
- Atlas pentru istoria României (Románia történetének atlasza, 1983)
- Cercetări privind viața și creația științifică românească (Kutatások a román tudományos élet és alkotás témakörében, 1982)